# Beisso
Beisso est une ville de l'Uruguay située dans le département de Paysandú. Sa population est de 375 habitants.

## Population
| Année | Population |
| ----- | ---------- |
| 1963  | 333        |
| 1975  | 302        |
| 1985  | 339        |
| 1996  | 328        |
| 2004  | 375        |

Référence,: